# Vononès Ier
Vononès Ier (ou Vonon Ier) est un roi arsacide des Parthes de 7/8 à 11/12 et un roi arsacide d'Arménie d'environ 12 à 15/16 ap. J.-C. Son fils Méherdatès détenu comme otage à Rome sera spolié du trône par Gotarzès II.

## Biographie
Fils de Phraatès IV, il est envoyé à Rome durant sa jeunesse comme otage. À la suite d'une des innombrables révolutions de palais de ce début du Ier siècle, lors de laquelle Orodès III est assassiné, Auguste le renvoie à la demande des Parthes prendre possession du trône en 7/8. Mais ce roi fort romanisé, tout d'abord bien accueilli, apparaît vite comme un fantoche manipulé par les Romains aux yeux des Parthes et il est renversé par Artaban II en 11/12 ; Vononès se réfugie alors à Séleucie du Tigre. Il se rend ensuite en Arménie dont il devient un roi éphémère, mais les Romains, sous la pression d'Artaban II avec lequel ils ne souhaitent pas engager un conflit, ne lui accordent pas l'investiture ; Tibère l'attire en Syrie et l'assigne à résidence à Antioche en 15/16. L'Arménie se retrouve alors sans roi jusqu'en 18, où Tibère installe Artaxias III Zénon sur le trône. Quant à Vononès, qu'Artaban estimait encore trop proche de son royaume, il est transféré en Cilicie où, à la suite d'une tentative d'évasion, il est assassiné par un de ses gardes en 19.